# Uropoda saxonica
Uropoda saxonica es una especie de arácnido del orden Mesostigmata de la familia Uropodidae.

## Distribución geográfica
Se encuentra en Alemania.